# Pulvinaria iceryi
Pulvinaria iceryi är en insektsart som först beskrevs av Victor Antoine Signoret 1869.  Pulvinaria iceryi ingår i släktet Pulvinaria och familjen skålsköldlöss. Inga underarter finns listade i Catalogue of Life.